# Angelo Sodano
Angelo Sodano (Asti, 23 november 1927 – Rome, 27 mei 2022) was een Italiaans geestelijke en een kardinaal van de Rooms-Katholieke Kerk.

## Levensloop
Sodano werd op 23 september 1950 priester gewijd. In 1959 deed hij zijn intrede in de diplomatieke dienst van het Vaticaan. Datzelfde jaar werd hij secretaris van de nuntiaturen van de Zuid-Amerikaanse landen. Op 21 juni 1963 werd hij door paus Paulus VI tot kamerheer van Zijne Heiligheid benoemd.
Op 30 november 1977 werd Sodano benoemd tot nuntius voor Chili en tot titulair aartsbisschop van Nova Caesaris. Zijn bisschopswijding vond plaats op 15 januari 1978. Eerder was hij onder meer secretaris van de nuntius. Hij stond bekend om zijn steun aan het bewind van dictator Pinochet.
In 1988 keerde Sodano terug naar Vaticaanstad, waar hij algemeen secretaris werd bij de Romeinse Curie. Op 1 maart 1989 werd hij benoemd tot secretaris van de Raad voor de Publieke Aangelegenheden van de Kerk, dat sinds 1989 Secretariaat voor de Relaties met Staten (te vergelijken met een ministerie van Buitenlandse Zaken) heet.
Op 1 december 1990 werd Sodano benoemd tot kardinaal-staatssecretaris, wat hij bleef tot 15 september 2006. Hij werd tijdens het consistorie van 28 juni 1991 kardinaal gecreëerd. Sodano kreeg de rang van kardinaal-priester. Zijn titelkerk werd de Santa Maria Nuova. Op 10 januari 1994 werd hij bevorderd tot kardinaal-bisschop van het suburbicair bisdom Albano. Op 27 november 2002 werd hij gekozen als vice-deken van het College van Kardinalen.
Kardinaal Sodano was hoofdcelebrant tijdens de uitvaartplechtigheid van kardinaal John Joseph O'Connor, de aartsbisschop van New York, in mei 2000.
Hij werd gezien als een van de intimi rond paus Johannes Paulus II, en daardoor ook papabile bij diens dood. Hij nam deel aan het conclaaf van 2005, waarbij Joseph Ratzinger werd gekozen tot paus. Sodano volgde laatstgenoemde op 27 april 2005 op als deken van het College van Kardinalen en als kardinaal-bisschop van het Ostia.
In 2003 trok Sodano de aandacht door een positief getinte herdenkingspreek in de kathedraal van Savona ter gelegenheid van de 500e verjaardag van de verkiezing van de beruchte renaissancepaus Julius II, een paus met een reputatie van moord, vergiftiging, sodomie en simonie.
In 2010 beschuldigde de kardinaal van Wenen, Christoph Schönborn, Sodano ervan dat hij in zijn rol van kardinaal-staatssecretaris zaken van seksueel misbruik binnen de Rooms-Katholieke Kerk, meer bepaald betreffende kardinaal Hans Hermann Groër en priester Marcial Maciel, als roddel had afgedaan en onderzoek daarnaar had geblokkeerd.
In zijn rol van deken van het College van Kardinalen riep Sodano de kardinalen bijeen voor het conclaaf van 2013 en was hij hoofdcelebrant bij de mis Pro eligendo Pontifice in de ochtend van de start van het conclaaf. Sodano nam vanwege het bereikt hebben van de leeftijdsgrens zelf niet deel aan het conclaaf. Bij de inauguratie van de gekozen paus Franciscus deed Sodano hem de vissersring om. Normaliter is dit de taak van de camerlengo, maar paus Benedictus brak eerder al met deze traditie door de ring zelf om te doen.
Sodano ging op 21 december 2019 als 92-jarige met emeritaat als deken van het College van Kardinalen. In mei 2022 overleed hij aan de gevolgen van COVID-19. Bij zijn uitvaart in de Sint Pieter was paus Franciscus, gezeten in een rolstoel, aanwezig.
- Biblioteca Nacional de Chile: 000043426
- Bibliothèque nationale de France: cb12432022j (data)
- Gemeinsame Normdatei: 12044819X
- International Standard Name Identifier: 0000 0001 2096 5289
- Nationale Bibliotheek van Tsjechië: xx0025135
- Nationale Bibliotheek van Polen: a0000001244171
- Nationale en Universitaire bibliotheek Zagreb: 000208534
- Istituto Centrale per il Catalogo Unico: UBOV888696
- Système universitaire de documentation: 033456526
- Virtual International Authority File: 302416231
- WorldCat: E39PBJpV4B3wPmjxRx6pyv4yVC